# Přemysl Charvát
Přemysl Charvát (4. října 1930 Praha – 20. listopadu 2005 Praha) byl český dirigent a korepetitor (Národní divadlo, Státní opera Praha aj.), umělecký vedoucí symfonického orchestru pražské konzervatoře, profesor Pěvecké konzervatoře v Praze aj.

## Umělecká činnost
Po absolutoriu oboru dirigování na pražské AMU nastoupil do Národního divadla v Praze (1970), kde jako dirigent působil až do posledních dnů svého života. Současně byl dirigentem i ve Státní opeře Praha. Jeho dirigentský repertoár obsáhl na 120 operních a baletních titulů. Deset let vedl symfonický orchestr pražské konzervatoře a má bohatou praxi i jako sbormistr. Hostoval u většiny českých orchestrů i v zahraničí – dirigoval prakticky v celé Evropě.
Věnoval se hlavně dirigování moderní tvorby a experimentálních skladeb, např. Oráč a smrt jazzmana Emila Viklického, Bertram a Mescalinda či Zpráva pro akademii Jana Klusáka nebo operu Muž, který si spletl svou ženu s kloboukem (The Man Who Mistook His Wife for a Hat) od Michaela Nymana a mnoho dalších.
Bohatou činnost dirigentskou doplňuje činnost klavíristy. Byl sólistou, doprovazečem (korepetitorem) i komorním hráčem. Vedle nahrávek gramofonových, rozhlasových a televizních je významná i rozsáhlá tvorba překladatelská a instrumentátorská (např. spoluúčast na překladu hry Samuela Becketta Poslední páska, jejíž hudební podobu také sám nastudoval i dirigoval; česká premiéra 16. října 2003).